# Schizonycha propinqua
Schizonycha propinqua är en skalbaggsart som beskrevs av Hermann Julius Kolbe 1891. Schizonycha propinqua ingår i släktet Schizonycha och familjen Melolonthidae. Inga underarter finns listade i Catalogue of Life.